# Gante-Wevelgem 1961
La Gante-Wevelgem 1961 fue la 23.ª edición de la carrera ciclista Gante-Wevelgem y se disputó el 16 de abril de 1961 sobre una distancia de 231 km.  
El belga Frans Aerenhouts (Mercier-Hutchinson-BP) se impuso en la prueba al imponerse al sprint en la línea de meta. Sus compatriotas Raymond Impanis y Yvo Molenaers completaron el podio. 

## Clasificación final
| Posición | Ciclista          | Equipo                | Tiempo    |
| -------- | ----------------- | --------------------- | --------- |
| 1        | Frans Aerenhouts  | Mercier-Hutchinson-BP | 5h 36'28" |
| 2        | Raymond Impanis   | Faema                 | m.t.      |
| 3        | Yvo Molenaers     | Carpano               | m.t.      |
| 4        | André Noyelle     | Wiel's-Flandria       | m.t.      |
| 5        | Marcel Janssens   | Dr. Mann              | m.t.      |
| 6        | Armand Desmet     | Faema                 | m.t.      |
| 7        | Gilbert Desmet    | Carpano               | a 7"      |
| 8        | Arthur Decabooter | Groene Leeuw          | m.t.      |
| 9        | Rik Luyten        | Wiel's-Flandria       | m.t.      |
| 10       | Norbert Kerckhove | Dr. Mann              | m.t.      |